# Hrabiowie Ulsteru
Hrabiowie Ulsteru 1. kreacji (parostwo Irlandii)
- 1205–1243: Hugh de Lacy, 1. hrabia Ulsteru

Hrabiowie Ulsteru 2. kreacji (parostwo Irlandii)
- 1264–1271: Walter de Burgh, 1. hrabia Ulsteru
- 1271–1326: Richard Og de Burgh, 2. hrabia Ulsteru
- 1326–1333: William Donn de Burgh, 3. hrabia Ulsteru
- 1333–1363: Elżbieta de Burgh, 4. hrabina Ulsteru
- 1363–1381: Filipa Plantagenet, 5. hrabina Ulsteru
- 1381–1398: Roger Mortimer, 4. hrabia Marchii i 6. hrabia Ulsteru
- 1398–1425: Edmund Mortimer, 5. hrabia Marchii i 7. hrabia Ulsteru
- 1425–1460: Ryszard Plantagenet, 3. książę Yorku i 8. hrabia Ulsteru
- 1460–1461: Edward, 4. książę Yorku i 9. hrabia Ulsteru

Hrabiowie Ulsteru 3. kreacji (parostwo Irlandii)
- 1659–1685: Jakub Stuart, książę Yorku i Albany

Hrabiowie Ulsteru 4. kreacji (parostwo Irlandii)
- 1716–1728: Ernest August Brunszwicki, książę Yorku i Albany

Hrabiowie Ulsteru 5. kreacji (parostwo Irlandii)
- 1760–1767: Edward August, książę Yorku i Albany

Hrabiowie Ulsteru 6. kreacji (parostwo Irlandii)
- 1784–1827: Fryderyk, książę Yorku i Albany

Hrabiowie Ulsteru 1. kreacji (parostwo Wielkiej Brytanii)
- 1866–1900: Alfred, książę Edynburga

Hrabiowie Ulsteru 2. kreacji (parostwo Wielkiej Brytanii)
- 1928–1974: Henryk Windsor, książę Gloucester
- od 1974: Ryszard Windsor, książę Gloucester